# Skrzydlate ręce
Skrzydlate ręce je první sinl z alba Folkhorod skupiny Enej. K písni byl také natočen videoklip, který byl mimo jiné vysílán na kanále VIVA Polska. Hudbu a text napsal basista, Mirosław Ortyński.

## Žebříčky
| Žebříčky                      | Pozice |
| ----------------------------- | ------ |
| RMF FM – POPLista             | 1      |
| Polish Airplay Chart          | 1      |
| Lista Przebojów Radia ZET     | 1      |
| Wietrzne Radio – Top 15       | 1      |
| RMF Maxxx – Hop Bęc           | 1      |
| Lista przebojów Radia Olsztyn | 1      |
| Eska – Gorąca 20              | 1      |

## Ocenění a nominace
| Rok  | Cena                   | Kategorie                           | Výsledek  |
| ---- | ---------------------- | ----------------------------------- | --------- |
| 2012 | TOPtrendy 2012         | Hity jara 2012 rádia RMF FM         | vítězství |
| 2012 | SuperJedynki           | SuperPremiery – Nagroda internautów | vítězství |
| 2012 | SuperJedynki           | SuperPremiery – Cena veřejnosti     | vítězství |
| 2012 | Eska Music Awards      | Píseň roku                          | vítězství |
| 2012 | Plebiscit RMF FM       | Hity léta 2012                      | vítězství |
| 2012 | Plebiscit RMF FM       | Hity roku 2012                      | 2. místo  |
| 2012 | Plebiscyt Radia ZET    | Hity roku 2012                      | vítězství |
| 2013 | SuperJedynki           | SuperPrzebój                        | vítězství |
| 2013 | Lato ZET i Dwójki 2013 | Nejlepší vystoupení                 | vítězství |